# 阿克里
阿克里是意大利卡拉布里亚大区科森扎省的一个镇，面积202.04平方公里，人口23,190人（2004年）。